# Oudste mens

Van deze foto (genomen in de kerk van Saint-Trophime) is lange tijd aangenomen dat hij in 1897 werd genomen en Jeanne Calment op 22-jarige leeftijd toont. Nieuw onderzoek uit 2019 heeft echter uitgewezen dat het hier om Jeannes dochter, Yvonne gaat, en dat de foto van omstreeks 1920 dateert.

Het antropologische fenomeen oudste mens is in de geschiedenis van de mens prominent aanwezig. De vroegste vermeldingen van zeer oud geworden mensen dateren nog uit de oudheid.

## Oude verhalen

### Hebreeuwse Bijbel
Reeds in mythen en oude verhalen duiken vermeldingen van zeer oud geworden mensen op. Een voorbeeld is in het Bijbelverhaal van de oudvaders, Genesis 5, waarin leeftijden van meer dan 900 jaar worden genoemd, met als oudste Metusalem, die 969 jaar geworden zou zijn. Er is echter een theorie dat dit kan zijn gebaseerd op een vertaalfout in het verre verleden, waarbij 'maanden' als 'jaren' werden vertaald, of waarbij men in tienden van jaren telde. Maar in die gevallen zou Mahalalel (Genesis 5:15) respectievelijk 4 of 5 jaar oud zijn geweest toen hij zijn zoon Jered verwekte.
Na de zondvloed, zo vertelt de Hebreeuwse Bijbel, blijken de zeer hoge leeftijden geleidelijk af te nemen. Mozes zegt (in Psalm 90:10) dat in zijn dagen 80 jaar al heel oud is. Zelf zou hij 120 jaar worden (Deuteronomium 34:7).

## Geschiedenis
Officieel erkend worden alleen leeftijden van personen van wie betrouwbare geboortegegevens bij de burgerlijke stand of een vergelijkbaar register zijn opgeslagen. Het is wel waarschijnlijk dat ook vóór de 20e eeuw zeer oude mensen voorkwamen. De lage gemiddelde leeftijd werd voornamelijk door een hoge sterfte onder zuigelingen en kinderen veroorzaakt, maar ook doordat vrouwen in het kraambed overleden. Had men eenmaal de volwassen leeftijd bereikt, dan was er kans op een zeer hoge leeftijd.
Een van de eerste beroemdheden die volgens de overlevering zeer oud geworden is, was Antonius van Egypte (Antonius-Abt, 251-356), die naar verluidt 105 jaar oud werd. De Griekse geschiedschrijver Hieronymus van Cardia (4e-3e eeuw v.Chr.) zou 104 jaar oud geworden zijn. Gilbert van Sempringham (1083-1189), een priester uit Engeland, die in 1202 heilig werd verklaard, zou 106 jaar oud zijn geworden.
Het eerste (nog) niet internationaal erkende leeftijdsrecord staat op naam van de Nederlander Thomas Peters (6 april 1745 - 26 maart 1857), die in Arnhem bijna 112 jaar oud werd. Een andere Nederlander, Geert Adriaans Boomgaard, geboren in Groningen op 21 september 1788 en aldaar overleden op 3 februari 1899 (dus ruim 110 jaar oud), geldt als de eerste officieel erkende 110-plusser ter wereld.
Dirk van Heughten (1644-1750) uit Asten zou 106 jaar oud zijn geworden.
Oud-politiemeester, diaken en schepen van Eindhoven Aelbert van de Ven, die in zijn woonplaats destijds bekend was, werd op 4 juli 1762 begraven op de plek waar nu de Catharinakerk ligt. Hij werd al gedurende zijn leven regelmatig in allerlei documenten uit die tijd vermeld, maar ook daarna nog in andere historische werken. De volgende tekst staat in het begraafboek, dat in het gemeentearchief van Eindhoven ligt, genoteerd: "Den 4 dito is begraven dhr. Aelbert van de Ven toen hij hondert 14 jaar out was".